# Нікель-залізо
Нікель-залізо (рос. никель-железо; англ. nickel-iron; нім. Nickeleisen n) — мінерал, самородне залізо з нікелем у вигляді твердого розчину.

## Загальний опис
Хімічна формула: (Fe, Ni). Сингонія кубічна. Гексоктаедричний вид. За умовами знаходження виділяють нікель-залізо земне та метеоритне. Головними різновидами метеоритного заліза є теніт і камасит.

## Різновиди
Розрізняють:

Фазова діаграма

- нікель-залізо земне (самородне нікель-залізо земного походження, яке містить 67-77 % Ni);
- нікель-залізо метеоритне (самородне нікель-залізо космічного походження, яке містить 24-48 % Ni);
- нікель-залізо фосфорне (шрейберзит).